# König von Preußen (Schiff)

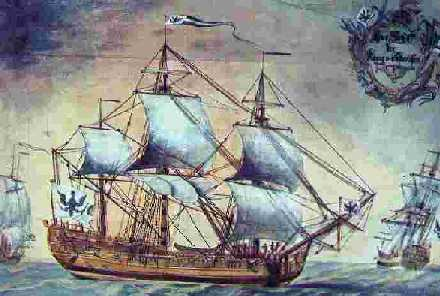
Die König von Preußen, das erste Schiff der Preußisch Asiatischen Kompanie (KPAC)

Das Handelsschiff König von Preußen war ein sogenannter Ostindienfahrer der 1750 gegründeten und 1751 von König Friedrich II. v. Preußen bestätigten Preußisch Asiatischen Kompanie. 

## Geschichte
Das ursprünglich unter englischer Flagge segelnde Schiff wurde 1751 von der Kompanie zusammen mit einem zweiten Schiff, der Burg von Emden, gekauft und im zum Freihafen erklärten Emden, dem Sitz der Kompanie, stationiert. 1752 begann die erste Reise nach Kanton, dem einzigen damals Europäern zugänglichen Hafen Chinas. Da der Hafen von Emden unter ständiger Versandung litt, dauerte es jedoch 24 Tage, bis das Schiff auf die Reede vor Emden gelangte und mit Hilfe von Leichtern beladen und seeklar gemacht worden war. Der Erlös der Waren der ersten Reise, wie Tee, Rohseide, Porzellan, warf bei der Rückkehr 1753 kaum Gewinn ab, deckte aber die Kosten der Reise. Bei der Eroberung Emdens 1757 durch französische Truppen im Siebenjährigen Krieg entkam die König von Preußen mit dem Direktor der Kompanie, Johann Gottfried Teegel und einem Teil des Kompanievermögens ins niederländische Delfzijl. Später wurde das Schiff nach Indien geschickt, um die gerettete Ladung der 1756 in der Mündung des Ganges gestrandeten Prinz Heinrich der Bengalischen Kompanie nach Europa zu holen. Mit dieser Ladung traf die König von Preußen 1762 wieder in Europa ein. Wegen der französischen Besetzung Emdens und ausbleibender Gewinne wurde die Handelskompanie auf Beschluss der Mehrheit der Gesellschafter bis 1765 liquidiert und die verbleibenden Schiffe der Kompanie verkauft.

## Schiffsdaten
- Baujahr: vor 1750
- Typ: Dreimastiges Segelschiff (sogenannter Ostindienfahrer)
- Länge: ca. 50 m
- Breite: ca. 12 m
- Tiefgang: ca. 6 m
- Bewaffnung: 36 Kanonen
- Besatzung: ca. 120 Mann und ca. 15 Seesoldaten